# ダブルゼータくんここにあり
『ダブルゼータくんここにあり』は、こいでたくの漫画作品で、SDクラブ』『B-CLUB』誌上で連載された。
本作は「SD村」の住人・ダブルゼータくんとその仲間の日常を描いている。
登場人物はガンダムシリーズのモビルスーツ・モビルアーマーをモチーフにしているが、元作品でのパイロットの人格・人間関係などは引き継いでおらず、一部女性キャラクター（Zちゃん・ケンプファーちゃん・グフちゃん・リゲルグちゃん）は擬人化されているなどの特徴がある。
本作は哲学的ともいえる深い内容の作品となっており、同様にキャラクターが哲学的思慮を見せる『ぼのぼの』の影響が強く見られる。第1話初出時は欄外に「SD版ぼのぼのと呼んでくれ!」の記述があった。善良な村人たちの日常を描く平和なストーリーながら、「SD村がある辺境以外の地域では連邦軍とジオン軍による戦争が続いている」事や「一部キャラクターは過去に戦争に参加していた」事が随所でほのめかされ、SD村の平和さと戦争の非情さを互いに引き立たせる手法がとられていた。

## 連載の経緯
連載開始は1988年。
当初は『SDクラブ』に掲載されており、同誌の休刊に伴って連載が中断。その後『B-CLUB』誌上にて『風雲編』として連載が再開された。単行本はバンダイ及びメディアワークスから発売されたが、出版社変更のためか、SDクラブ掲載時とメディアワークス版の単行本では台詞に若干の違いが見られる。
長らく絶版状態にあったが、2016年2月26日より、AmazonのkindleストアやeBookJapanといった電子書籍サイトで電子書籍版の販売が開始された（出版元はKADOKAWA/アスキー・メディアワークス）。また、2016年5月には復刊ドットコムから新装版が全2巻で発売されることが決定。原作者描き下ろしのカバーイラストや新作エピソードを収録し、第1巻が2016年7月、第2巻が2016年9月に発売された。
タイトルはSDクラブ掲載時代の作品ロゴでは『ダブルゼータくん！　ここにあり』、目次では『ダブルゼータくん ここにあり！』と表記揺れがあるが、単行本化された際にはすべて『ダブルゼータくんここにあり』と修正されており本項目名もこれに倣った。

## 登場キャラクター

### 村人たちと訪問者
前記の理由により登場キャラクターをSD化前のモビルスーツ・モビルアーマーの各所属別に分けることはあまり意味を持たないため、便宜的に登場頻度別に分類する。
なお敬称の有無・種類は基本的に電撃コミックス1巻 巻末の登場キャラクター名鑑に収録されているものはそれに、それ以外は作品中で使用頻度の高いものに倣った。

#### 登場頻度・高
ダブルゼータくん
この作品の主人公。
底抜けにのんびりした性格で、常人とはかなり異なったテンポと思考回路を持っているが、純粋で何事にも真面目に取り組む。
くしゃみをすると頭部のハイメガ砲が発射され、その威力は凄まじい。
物語後半で意外な絵の才能を見いだされ、それがひと騒動を起こすことになる。
アッシマーくん
ダブルゼータくんの親友。やんちゃな性格で、天然ボケのダブルゼータくんに対するツッコミ役。
機械いじりが趣味で、将来は自分の設計した宇宙船を作ることを夢見ている。父親もメカニックであり、しょっちゅう熱血指導をされている。
1話ではモビルアーマー形態に変形しようとしたが、SD体型のため中途半端な形にしかなれなかった。
Zちゃん
ダブルゼータくん・アッシマーくんの友達で、この作品のヒロイン。
ダブルゼータくんに好意を寄せている。
本人の発言によると変形することができるようだが、「お洋服やぶれちゃうから」との理由から、劇中で見せた事はない。
サイコお父さん
ダブルゼータくんの父親で、職業は小説家。片時も愛用のパイプを離さない。
ダブルゼータくんが出かける時はいつもフォートレス形態に変形して見送るが、完全に変形できた事は一度もない。
一子を養っていることなどから作家としてはそれなりの地位があるものと推測されるが、作中で語られることはなかった。
マラサイさん
SD村を流れる川の岸でテント生活を営んでいる。
現在は魚釣りを趣味とするなど悠々自適の日々を送っているが、かつては「戦場の紅い光輝」と呼ばれる伝説的傭兵だった。すでに引退し自ら戦いを望むことはないが、その技量は未だもって健在。
ダブルゼータくんの悩みに指針を与えるなど、彼が話の最後を締めくくる事も多い。『ムーミン』のスナフキンを彷彿とさせるキャラクター。

#### 登場頻度・中
ご先祖さま（ガンダムェ門）
ダブルゼータくんの先祖に当たる人で、ダブルゼータくんの家の地下室でGファイターに入り200年間冷凍冬眠についていた。
過去にはかなりの名武将だったらしく、特に剣を持たせれば右に出るものなしとまで称えられていた。表に「無敵鋼人」、裏に「無敵超人」と書かれたのぼりをいつも背中に立てている。
駄洒落を言うのが大好きで、そのくだらなさでしょっちゅう周囲の空気を「ぴきーん」と凍らせてしまう。だがいくさ場を経験してきた者として、重みのある発言をすることもある。
ちなみに、ダブルゼータくんと同じぐらいの年頃で初陣を経験したとのこと。
ホワイトベースおじさん
いつも駄洒落を考えているおじさん。
体は非常に大きく、普通の人（モビルスーツ）なら中へ入る事ができる。
内部の設備は原作の戦艦と同じものがこの作品の人に合わせたサイズで用意されているが、カタパルトだけは普通のモビルスーツ用のサイズが用意されている。理由などは不明。
ご先祖さまとは200年前から続く駄洒落のライバル同士。
サイコ長老Mk-II
Zちゃんの祖父で、SD村の村長。
サイコお父さん同様フォートレス形態に変形する事ができるが、やはり完全ではない。
ニューさん
過去にマラサイさんと共に戦った事もあるらしい元軍人。
長らくSD村を離れていたが、戦火が広がる中、村を軍事化するため帰って来た。怒ると、相手をフィンファンネルで攻撃する。
マラサイさんに諭されて考えを改め村に定住するようになったが、その後も好戦的な性格は直っていない。
ケンプファーちゃん
SD村の女性警察官。
正義心に燃える真面目な性格だが怖がりで、怖い人を目の前にするとついつい発砲してしまう。踏むと爆発するチェーンマインを常にひきずっていたり、照れた時にグレネイドを暴発させてしまうなど、天然キャラな部分も。
アッシマーくんの恋のお相手。
グフちゃん
ケンプファーちゃんの妹。姉とは正反対の男勝りな性格で、不良仲間と共にスケバンまがいの事をしている。
初対面のニューさんに恋心を抱き、その後もアタックを繰り返すが、一方通行の模様。
百式
村きってのお金持ちの家の息子で、それを鼻にかけて威張るイヤミな性格。
メガライダーを買ってもらうたびにろくでもない目にあっている。
ビグザム
村一番の乱暴者。
騒ぎを起こして村内の相撲大会を中止に追い込んだことも。
ハンブラビ先生
SD村内で開業している医師。
ヨガをしているところを、ダブルゼータくんに変形していると間違えられた。
バイアラン
世界一の傭兵になるためにマラサイさんを倒そうとSD村にやって来た。
本人いわく、かつての通り名は「砂塵の狼」。
ハイゴッグ
シクシク湖の管理人さん。管理は厳格だが優しい面も持つ。
自分自身がもぐって湖底を調べることもある。
ジOさん（じOどん）
SD村で活動している画家で、山下清（裸の大将）を思わせる口調で話す。
ダブルゼータくんたちの学校で美術の特別講師として教鞭を執ったことも。
村人たちにはほとんど知られていないが、世界的に有名な放浪画家である。
エビル・S
クロスボーンバンガード軍の軍人。ダブルゼータくんとマラサイさんを自軍に引き入れるためSD村へ来訪。
スカウトを断ったマラサイさんを消去（デリート）しようと、総勢10機のアッザムとヴァル・ヴァロで攻撃した。

#### 登場頻度・低
アッガイ先生
ダブルゼータくんたちが通うSD村の学校の先生。
いつも半開きの目で、授業中居眠りするアッシマーくんにも気づかないなど、のんびりした大らかな人のようだ。
リゲルグちゃん
ハンブラビ医院の看護師さん。
かなりのダーツの腕前を持っている。
ジュアッグ、アッグ、アッグガイ、ゾゴック
シサーク曲芸団の主要団員。
かつてはSD（スーパーデストロイヤー）と呼ばれる兵士だったらしく、マラサイさんとも面識がある。戦場で幾多の勝利を重ねたかなりの兵であったようだが、その彼らをして「（マラサイは）闘神」とまで言わしめており、過去の実力の凄まじさを物語っている。
61式（ろくいち）
シサーク曲芸団のアシスタントを務める子供たち。
団長のジュアッグ曰く、「家族みたいなもの」。
ザク
機械整備工場を営む、アッシマーくんの父親。ガンコな職人気質。
ギラ・ドーガさん
作品中でほぼ唯一、SD化されていないリアル頭身のモビルスーツ。
SD村を訪れた時には怪我をしており、治療を兼ねて住人たちと交流した。上官はサザビー大佐。
実はある調査のために行動していたのだが、最後に彼がとった行いは…
ゴッグ
SDすもう大会で優勝候補といわれた人物。鹿児島弁で話す。
ザクレロ
ゴッグと張り手で勝負しようとしていたが、諸事情で相撲大会がお流れになったので叶わなかった。
ドム
SD村で代々続く鍛冶屋の親方。サイコお父さんの友達でもある。
好物は、サイコお父さんが作ったワインらしい。
ドムII、ドワッジ、ドライセン
ドム家の男3人兄弟。
兄弟全員でジェットストリームアタックが使える。
アイザック
SD村へ取材にやって来たカメラマン。
ゲルググJとは昔の知り合いである模様。
ゲルググJ（イエーガー）
最近力をつけてきた事業家。
SD村を近代化するという名目のもと、レジャーランドを建てようとする。
GP02A、GP01
長年のライバル同士。「決着」をつけるためSD村にやってきた。
GP02Aには、仲間のザメルとドム・トローペンも同行。
ブラウ・ブロ
突然ふらりとSD村にやって来た謎の行商人。
本人曰く、自分のことが見える子には物理的なものにとどまらずなんでも売るとの事。
ドーベン・ウルフ、ガ・ゾウム、ハイザックカスタム
SD村内の「ふりょう」たち。だが根っからの悪人というわけではない。
結果的にアッシマーくんの恋に一役買うことに。
ラフレシア
クロスボーンバンガード国の軍事研究所で作られた、意志を持つ兵器。
研究所の職員（ベルガ・ダラス、デナン・ゾン）からは「失敗作」と呼ばれている。
もめ事や戦争をなくそうと、SD村の人々から「意欲」のエネルギーを吸い取った。
クイン・マンサ
SD村を流れる川を小船で下ってきた謎のおばさん。
彼女の要望により、ダブルゼータたちはSD村を案内して周ることに。
Mk-IIお兄さん
「さわやか」と書かれたのぼりを背負っている変わった人。
ペット（？）のGディフェンサーと合体することができる。
ジオング、ハンマ・ハンマ
第一話で自分自身のサイコミュを用いて釣りをしていた兄弟。
兄と思われるジオングの方は、ニューさんの歓迎宴会中にZちゃんにちょっかいを出したこともある。
ヤクト・ドーガ
SD村のリーダー格の男の子。やんちゃで少々無鉄砲な性格。
ズサ
ヤクト・ドーガくんの幼なじみで、優しいが気弱な性格。
ヤクト・ドーガくんとは一時関係が良くなかったが、とある事件をきっかけに仲直りした。
キュベレイおばさん
「ファンネルくん」なる生物ともロボットともつかない物を複数持ち歩いている。
語尾に「-ザマス」をつける。
キュベレイMk-II博士
宇宙工学関連の研究所を持っている研究者で、頭脳明晰。アッシマーくんの目標とする人。
人呼んで「ミノフスキー博士の申し子」。
キュベレイおばさんとは親戚らしい。
シュツルム・ディアス
少年サッカーチーム「シティーズ」のメンバー。
ダブルゼータくん達SD村チームを「いなかののんびりチーム」と見下している。
他のメンバーはガ・ゾウム、ガブスレイ、ガルバルディαなど。
R・ジャジャ
アクシズ王国の騎士団長。
訓練中に頭を打って記憶喪失になり、竜退治をしようとSD村にやって来るというようにドン・キホーテがモデル。騎士だけあって強さは確かなもの。
ミドルMS
R・ジャジャの従者。
自分の言った台詞をネタに、ご先祖さまに駄洒落を言われる。
パラスアテネ
SD村に武器を売りつけようと大型飛行艇でやってきた商人。
バウ
森の奥で夢治療院を開業している人。
バウアタッカーとバウナッターに分離することができるが、双方に意思があるかどうかは不明。
ガーベラ先生
百式が小さい頃から、彼に芸術を教えている先生。
都会でも有名な画家らしく、そのためジOさんが世界的に有名な放浪画家である事を、村で唯一知っていた。
ギャプラン
SD村では数少ない、ちゃんとモビルアーマー形態に変形できる人。
大急ぎで飛んで崖に衝突するほどせっかちな性格。
水陸両用戦隊スイレンジャー
メディアワークス版単行本2巻のおまけ漫画にのみ登場。
アッシマーくんがビグロにからまれている所へ、突然現れた。
メンバーはレッドズゴック、ブルーゴッグ、イエローアッガイ、グリーンゾック、ピンクザクマリナーの5人（ピンクのみ擬人化）。

#### ほぼ台詞なしの登場
- アクトザク
- アッザム
- 一般作業用ザク
- エルメス
- ガザC
- ガズR
- ガズL
- ガッシャ
- ガルスJ
- ガンキャノン
- ガンキャノン量産型
- ガンタンク
- ガンペリー
- キャトル
- ゲゼ
- ザクII
- ザクIII
- ザクフリッパー
- ジェガン
- GM(ジム)
- ズゴック
- ズゴックE
- ステイメン（GP03）
- ゾック
- Dガンダムサード
- ディジェ
- ネモ
- バーザム
- バウンド・ドック
- ヘビーガンダム
- 量産型ゲルググ

### 動物たち
ボール
SD村に広く生息している小型の生物。
悲しんでいる人の傍に寄ってくるという変わった習性を持つ。
ダブルゼータ達は学校の宿題でボールを追い掛け、そして意外な事実を知ることになる。
ガウ
美しい金色の羽を持った大型の鳥類。
かつてはその羽毛を用いて生地を織ることもあり、ご先祖様の若い頃（戦国時代）には捕獲して人に贈る風習があったようだが、現在は乱獲により生息数が減少したため捕獲は禁じられている。
ダブデ大型陸戦艇
シサーク曲芸団が見世物のひとつとして飼育している猛獣。興奮するとシサーク曲芸団ですら取り押さえることは困難なほど暴れるため、普段は檻の中に入れられ厳重に管理されている。
アルパ・アジール（巨竜アルパアジル）
ムーンムーンの木の根元に封印されていた巨大な竜。
かつてこの竜を封印したのはダブルゼータくんのご先祖様らしい。
マッドアングラー
シクシク湖の主といわれる大型の生物。
ボールの産卵期前に水面によく浮上し、その姿はとても印象的である。
グワジン
ジオン山に生息する大型の怪獣。雑食性で、性格は凶暴。
ヤクト・ドーガが、先生の制止を聞かず退治に行こうとした。
ドン・エスカルゴ
ガウの同属または同科と思われる水鳥。
光の具合で金色に見える事があるものの、本当の色は金ではないようだ。
たぬき

ジッコゼミ

ザクマシンガン

クラッカー

## SD村の地名その他
アバオアマンション
ダブルゼータくんの暮らすマンション。
現在はダブルゼータくんの家族しか入居していない。
その名のとおり、ア・バオア・クーの形をしている。
アッシマーくんの家
アッシマーくんと父親のザクが暮らす家。
父経営と思われる「アッシマー整備工場」が併設されており、アッシマーくんの部屋はその2階にある。工場に息子の名前を付けている理由は不明。
Zちゃんの家
Zちゃんが祖父のサイコ長老Mk-IIと一緒に暮らしている家。
建物はギャロップカーゴの形をしている。
シクシク湖
ある季節になると「シクシク…」と泣くような音を発する不思議な湖。
その季節の手前ではマッドアングラーの豪快なジャンプも見られる。
シャングリ山
金色の鳥ガウが棲む山。ガウが生息するのはこの山だけとのこと。
ジオン山
凶暴な怪獣グワジンの生息する山。
ムーンムーンの木
樹齢が数千年ともいわれる巨木。その根元には巨竜アルパアジルが封印されている。
ソロモンアパート
たくさんのSDたちが暮らすアパート。